# Албарело (Бреша)
Албарело (итал. Albarello) је насеље у Италији у округу Бреша, региону Ломбардија.
Према процени из 2011. у насељу је живело 57 становника. Насеље се налази на надморској висини од 164 м.